# Emor Shalom
 "Emor Shalom", Canção de Israel no Festival Eurovisão da Canção 1976 - 6.º lugar.
"Emor Shalom" (Alfabeto hebraico: אמור שלום, tradução portuguesa : "Diz Olá") foi a canção  israelita no  Festival Eurovisão da Canção 1976, interpretada em  hebraico pela banda Shokolad Menta Mastik.O tema tinha letra de Ehud Manor, música e orquestração de de Matti Caspi.
A canção é cantada na perspetiva de uma mulher que chama por um homem que é o seu amado. Ela diz-lhe que "tem estado sozinha quase trinta anos" e pede-lhe para dizer "Olá", significando que é mais um apelo ao homem dos seus sonhos do que a qualquer outro homem que ela conhece.A letra da canção pode também ser interpretada como um apelo à paz com os países árabes no Médio Oriente/Oriente Médio , porque "Shalom" em hebreu significa tanto "Paz", como "Olá". O estado de Israel foi fundado em 1948, em 1976 tinha 28 anos, tendo o verso "Eu tenho estado sozinha trinta anos" um significado político- com efeito Israel desde a sua independência até 1976  vivia rodeado de países árabes hostis. Desde 1976 só dois países árabes fizeram acordos com Israel: Egito e Jordânia, todos os outros veem-no como um Estado inimigo.  
A canção israelita foi a quarta a ser interpretada na noite do festival, a seguir à canção alemã "Sing, Sang, Song", interpretada pelos Les Humphpries Singers e antes da canção luxemburguesa "Chansons Pour Ceux Qui S'Aiment", interpretado por Jürgen Marcus. A canção israelita  terminou em 6.º lugar  (18 países participantes) e recebeu 77 pontos.